# Grand Prix Sezon 1908
Sezon Grand Prix 1908 – kolejny sezon wyścigów Grand Prix organizowanych w Europie i Stanach Zjednoczonych przez AIACR.

## Podsumowanie Sezonu

### Grandes Épreuves
| Data    | Grand Prix         | Tor    | Zwycięzca (kierowcy)     | Zwycięzca (konstruktorzy) | Wyniki |
| ------- | ------------------ | ------ | ------------------------ | ------------------------- | ------ |
| 7 lipca | Grand Prix Francji | Dieppe | Christian Lautenschlager | Mercedes                  | Wyniki |

### Pozostałe Grand Prix
| Data            | Grand Prix                      | Tor             | Zwycięzca (kierowcy) | Zwycięzca (konstruktorzy) | Wyniki |
| --------------- | ------------------------------- | --------------- | -------------------- | ------------------------- | ------ |
| 18 maja         | Targa Florio                    | Madonie         | Vincenzo Trucco      | Isotta Fraschini          | Wyniki |
| 1 czerwca       | St. Petersburg-Moskwa           | Drogi publiczne | Victor Hémery        | Mercedes                  | Wyniki |
| 6 września      | Coppa Florio                    | Bolonia         | Felice Nazzaro       | Fiat                      | Wyniki |
| 7 września      | Targa Bologna                   | Bolonia         | Jean Porporato       | Berliet                   | Wyniki |
| 24 października | Vanderbilt Cup                  | Long Island     | George Robertson     | Locomobile                | Wyniki |
| 26 listopada    | Grand Prix Stanów Zjednoczonych | Savannah        | Louis Wagner         | Fiat                      | Wyniki |